# Taeniaptera volens
Taeniaptera volens är en tvåvingeart som beskrevs av Cresson 1926. Taeniaptera volens ingår i släktet Taeniaptera och familjen skridflugor.
Artens utbredningsområde är Panama. Inga underarter finns listade i Catalogue of Life.